# Méménil
Méménil – miejscowość i gmina we Francji, w regionie Grand Est, w departamencie Wogezy.
Według danych na rok 1990 gminę zamieszkiwało 95 osób, a gęstość zaludnienia wynosiła 10 osób/km² (wśród 2335 gmin Lotaryngii Méménil plasuje się na 950. miejscu pod względem liczby ludności, natomiast pod względem powierzchni na miejscu 630.).